# Cultura giovanile
Le culture giovanili sono i modi che una parte minoritaria di giovani e adolescenti sceglie per differenziarsi dalla cultura generale della società in cui vivono. Per questo motivo, in sociologia e antropologia tali atteggiamenti vengono definiti subculture.

## Le radici vittimistiche
Le culture giovanili si sono imposte nella seconda parte del XX secolo, successivamente alla Seconda guerra mondiale. Eric Gans ha mostrato come la cultura postbellica o postmoderna sia una cultura in cui le vittime sono privilegiate in quanto tali. Questo è all'origine dell'affermazione di gruppi umani come vittime di questo o di quello, ricevendo così consenso sociale e valorizzazione. Nella cultura post-bellica lo stigma di vittima, in buon sostanza, conferisce valore e significato.
Il fenomeno più vistoso del dopoguerra è l'emergere della cultura giovanile come dominante nella società: essa nasce da una identificazione dei giovani occidentali con i gruppi individuati come vittime, anzitutto con i neri d'America, dapprima nella musica jazz, poi in quella rock, infine in quella hip hop.
L'autoidentificazione di un gruppo come vittima può avvenire però, all'interno di una società complessa, solo se la società stessa è disposta a riconoscere questo status. È avvenuto con i giovani. La youth culture è un fatto tipicamente occidentale e trans-nazionale all'interno di questo gruppo di paesi. Tutti i sistemi scolastici ne sono stati influenzati, eppure la cultura giovanile continua a rimanere sostanzialmente estranea alla scuola.

## Storia
Precedentemente la seconda guerra mondiale, i giovani nel mondo occidentale avevano scarsa libertà e influenza. Con il cosiddetto Baby boom negli Stati Uniti del dopoguerra, i giovani iniziarono ad assumere importanza e soprattutto potere d'acquisto. Attorno agli anni 1950, il crescente numero di giovani negli Stati Uniti e in Europa iniziò a influenzare massicciamente la musica, la televisione e il cinema, spronati dall'esplosione del rock nei tardi anni 50, dalla maturazione della cultura giovanile a metà anni 1960, dipartita in sottoculture come i mod, i rocker, gli hippy.
Lo spirito di avventura e ricerca che ha contraddistinto la cultura giovanile di questi decenni ha mutato il significato della parola "confine": non più indicazione di un limite esclusivo, ma meta necessaria per la crescita e il superamento di se stessi. Le zone di confine, ritenute marginali dalla cultura prevalente, sono però quelle da cui provengono non di rado gli stimoli più fecondi per la vita artistica e intellettuale, come la svolta commerciale del rock e i rapporti con la musica leggera, l'abuso di droghe, la loro mitizzazione nella musica pop, o il già citato hip hop.

## Le più influenti culture giovanili
Molte delle culture giovanili più diffuse provengono dagli Stati Uniti, che negli ultimi decenni hanno veicolato queste mode grazie anche alle innovazioni nel campo della comunicazione. Tra queste possiamo citare le due più emblematiche e importanti per questo tipo di subculture: Internet e di MTV.
Le culture giovanili spesso fanno uso di particolari stereotipi che riguardano la musica, il tipo di vestiario, i rapporti interpersonali e lo stile di vita. Molti di questi sono peggiorativi, e va comunque ricordato che le culture giovanili sono un argomento particolarmente magmatico e in rapida evoluzione, risulta quindi difficile ottenere una fedele fotografia. Tra gli stereotipi più utilizzati citiamo:
- Angst (dal tedesco, ansia, paura)
- Ambivalenza
- Apatia
- La cricca, quello che in inglese viene definito Clique, ovvero una ristretta cerchia con interessi comuni
- Ribellione
- Cinismo
- Quirkness (stravaganza)

## Culture giovanili a cavallo tra il XX e il XXI secolo

### Il disimpegno politico
Secondo alcuni critici, la cultura giovanile incoraggia forme di apatia e di cinismo tra i giovani. Stiamo assistendo principalmente a un processo in cui forme di cittadinanza tradizionali stanno cedendo il passo a forme nuove postmoderne. Queste ultime non si basano tanto sull'area geografica (il suolo patrio) quanto sulle nuove forme di comunità rese possibili dai mezzi elettronici.
I giovani, in realtà sono interessati alla politica, e sono in grado di mostrare una forma avanzata di consapevolezza, e di impegno, sui temi sociali e politici, ma quasi sempre con forme alternative a quelle della politica tradizionale. La partecipazione attiva sfocia solitamente in campagne monotematiche e in movimenti 'fai da te', invece che nei partiti politici tradizionali.
È anche inesatto trattare alla stessa stregua cinismo e apatia. Il fatto che i giovani si sentano estranei alle azioni dei politici non significa necessariamente che non si interessino di temi sociali, ciò vale anche per le culture giovanili, spesso additate come apolitiche, ma in realtà per un'interna libertà di pensiero sull'argomento, tipica dell'azione dei gruppi sociali informali giovanili.

### Italia
Alcune delle culture giovanili presenti in Italia nel periodo (l'elenco è altamente incompleto e non può prendere in considerazione le numerose sfumature):
- Gabber: cultura giovanile di origine olandese, appassionati della musica hardcore. La peculiarità del genere è che non ha pressoché alcuno stereotipo nel vestiario o nell'ideologia (generalmente apolitici), ma si fonda prevalentemente su di una sorta di antitesi al modello culturale hippy.
  - Hardcore Warrior: variante dei gabber. Si contraddistinguono per il loro pogo, talvolta violento, che può sfociare in una piramide umana dove le persone salgono una sopra l'altra. Si differenziano inoltre per modo di ballare, vestire e per le stravaganti pettinature (principalmente creste o punte, talvolta colorate). Come i gabber, non sono legati a particolari schieramenti politici;
- Dark o più correttamente Goth: esponenti della sottocultura che ha avuto origine nel Regno Unito durante gli anni ottanta e che si è poi evoluta nel tempo, con un modo di vestire che può variare. Generalmente si vestono con colori che vanno dal nero, al blu scuro, privilegiando anche rosso e bianco.

Citazione proveniente dall'apposita pagina di wikipedia:
"Il movimento gotico o goth (in Italia chiamato dark) è un insieme di culture diverse nel look, in attitudine e nel tipo di musica, ma che vengono per varie ragioni tutte denominate utilizzando il termine gotico. Tra le prime volte che un movimento socio-musicale è stato etichettato con la parola gothic, bisogna andare nel Regno Unito verso l'inizio degli anni ottanta nella scena post-punk. In quel caso infatti, la parola venne usata da Ian Astbury per descrivere Andi Sex Gang cantante degli inglesi Sex Gang Children come un "gothic pixie" in virtù del modo in cui ballava e si muoveva. In seguito molte riviste musicali come New Musical Express e Sounds colsero l'attimo e iniziarono ad usare il termine per indicare quel determinato genere musicale relativo a quel particolare movimento sociale derivante dal punk.
Successivamente poi il termine gothic iniziò ad avere anche una connotazione "descrittiva", e nacquero altri movimenti sociali diversi dal primo, ma che sono stati descritti come gotici non più per semplice caso, bensì per il fatto che si basavano sulle caratteristiche della letteratura gotica, sia a livello di tematiche, sia di attitudine che di generi musicali. In questo caso le inclinazioni e il linguaggio figurativo indicano influenze da parte della letteratura gotica del XIX secolo e del cinema horror, oltre ad associare un gusto gotico nella musica e nella moda".
- Metallari: sono così definiti i fan della musica metal. Vestono spesso indumenti di colore scuro: portano giubbotti di pelle ("il caratteristico "chiodo"), anfibi o scarpe da ginnastica ai piedi, magliette dei loro gruppi preferiti. Le attitudini musicali non si fermano al all'heavy metal, ma spesso si allargano a tutto il rock e in particolare all'hard rock. Non hanno orientamenti politici ufficiali. Negli anni Ottanta era forte la rivalità nei confronti di punk, mod e paninari.
- Emo: vengono chiamati così gli appassionati di musica melodic hardcore o emo-core, ovvero sottogeneri del punk rock con influenze e caratteristiche tipiche di altri generi di musica alternativa. Sia i ragazzi che le ragazze emo indossano pantaloni aderenti, magliette scure e portano spesso lunghe frange asimmetriche per coprire gli occhi. A differenza dei punk o dei metallari, gli emo hanno uno stile di vita che predilige i sentimenti e la sfera emozionale.
- Punk: hanno un look estremo composto da creste, borchie, giubbotti di pelle, anfibi, ecc.. molti di loro frequentano centri sociali e vengono messi in relazione con il mondo anarchico-no global, anche se il movimento si divide in due categorie:
  - un modello, lo street punk, segue l'anarchia più che come un vero e proprio schieramento politico, solo come un pretesto per seguire uno stile di vita "senza regole";
  - l'altro modello, l'anarcho punk, al contrario è impegnato politicamente, si basa su idee più profondamente anarchiche e rivoluzionarie; tali punk professano spesso ideologie come l'animalismo, femminismo, pacifismo, vegetarianismo e hanno posizioni individualiste e anti capitaliste;

I punk possono avere alcune affinità secondarie con i cosiddetti "punkabbestia", che fanno però riferimento prevalentemente alla sottocultura Raver, altra rispetto a quella punk.